# DN1F főút (Románia)
A DN1F másodrendű főút Romániában, amely Kolozsvárt köti össze Zilahhal és Nagykárollyal, és a magyar határnál Csanálosnál végződik. Hossza 178,017 km. A nemzeti közútkezelő kolozsvári igazgatóságához tartozik.
Az út Kolozsvárról indul északnyugati irányban. Magyarzsombornál keresztezi a DN1G főutat, Zilahnál pedig DN1H főutat. Alsószopornál észak felé elágazik a DN19A főút.
Az Északnyugat-romániai fejlesztési régió 2014–2020-as időszakra vonatkozó fejlesztési tervében két olyan megyei út modernizálása szerepel, amelyek a DN1F-hez csatlakoznak (DJ 108M és  DJ 108C); magának a DN1F-nek a fejlesztését nem irányozták elő.